# Fíntias d'Acragant
Fíntias o Fínties (en grec antic: Φιντίας, Phintias) fou un tirà d'Acragant. Es creu que va establir el seu poder sobre aquesta ciutat durant el període de confusió que va seguir la mort d'Agàtocles de Siracusa el 289 aC, quan Hicetes II va prendre el poder a Siracusa.
Aviat va esclatar la guerra entre els dos tirans, i Hicetes i Fíntias es van enfrontar. Fíntias va quedar derrotat prop d'Hibla. Hicetes es va enfrontar llavors amb els cartaginesos i va ser derrotat i Fíntias, probablement aliat cartaginès va poder estendre la seva autoritat sobre bona part de Sicília. Entre les ciutats que dominava apareix Agírion, bastant allunyada d'Acragant. Va mostrar la seva riquesa i poder fundant una nova ciutat, que anomenà Fincíada, i on va portar tots els habitants de Gela quan la va arrasar.
La seva tirania el va privar de suport popular i algunes ciutats dependents es van revoltar; Fíntias va ser prou hàbil per canviar de política i va començar un període de govern suau amb el qual va poder conservar el govern fins a la seva mort, a una data desconeguda però que del text de Diodor de Sicília sembla que va ser abans de l'expulsió d'Hicetes II de Siracusa, probablement circa l'any 281 aC.
Per algunes monedes que s'han trobat es veu que va agafar el títol de rei a imitació d'Agàtocles.